# Primera División (Argentinien) 1934
Die Primera División 1934 war die 4. Spielzeit der argentinischen Fußball-Liga Primera División. Begonnen hatte die Saison am 18. März 1934. Der letzte Spieltag war der 23. Dezember 1934. Die Boca Juniors beendeten die Saison als Meister und wurde damit Nachfolger von CA San Lorenzo de Almagro.

## Abschlusstabelle
| Pl. | Verein                           | Sp. | S  | U  | N  | Tore    | Diff. | Punkte |
| --- | -------------------------------- | --- | -- | -- | -- | ------- | ----- | ------ |
| 1.  | Boca Juniors                     | 39  | 23 | 9  | 7  | 101:620 | +39   | 55     |
| 2.  | CA Independiente                 | 39  | 23 | 8  | 8  | 073:410 | +32   | 54     |
| 3.  | CA San Lorenzo de Almagro (M)    | 39  | 22 | 7  | 10 | 084:630 | +21   | 51     |
| 4.  | River Plate                      | 39  | 23 | 4  | 12 | 091:440 | +47   | 50     |
| 5.  | Estudiantes de La Plata          | 39  | 17 | 10 | 12 | 070:560 | +14   | 44     |
| 6.  | Racing Club                      | 39  | 18 | 7  | 14 | 083:640 | +19   | 43     |
| 7.  | CA Platense                      | 39  | 16 | 11 | 12 | 070:740 | −4    | 43     |
| 8.  | CA Vélez Sársfield               | 39  | 16 | 9  | 14 | 080:700 | +10   | 41     |
| 9.  | Gimnasia y Esgrima LP            | 39  | 14 | 10 | 15 | 082:860 | −4    | 38     |
| 10. | CA Huracán                       | 39  | 14 | 9  | 16 | 059:670 | −8    | 37     |
| 11. | Chacarita Juniors                | 39  | 13 | 8  | 18 | 063:740 | −11   | 34     |
| 12. | Unión Talleres-Lanús             | 39  | 8  | 11 | 20 | 050:810 | −31   | 27     |
| 13. | Ferro Carril Oeste               | 39  | 6  | 8  | 25 | 051:100 | −49   | 20     |
| 14. | Unión Argentinos Juniors-Atlanta | 39  | 2  | 5  | 32 | 038:113 | −75   | 09     |

| (M) | Vorjahres-Meister |

## Meistermannschaft
| Boca Juniors | |
|              | Felipe Bibí, Delfín Benítez Cáceres, Roberto Cherro, Vicente Cusatti, Moisés Alves do Río, Ernesto Lazzatti, José Marante, Natalio Pescia, Martim, Pedro Suárez, Francisco Varallo, Enrique Vernieres, Juan Yustrich, Ricardo Zatelli, José Marante Trainer: Mario Fortunato |

## Torschützenliste
| Pl. | Nat.        | Spieler             | Verein                | Tore |
| --- | ----------- | ------------------- | --------------------- | ---- |
| 1   | Argentinien | Evaristo Barrera    | Racing Club           | 34   |
| 2   | Argentinien | Agustín Cosso       | CA Vélez Sársfield    | 33   |
| 3   | Argentinien | Bernabé Ferreyra    | River Plate           | 30   |
| 4   | Argentinien | Arturo Naón         | Gimnasia y Esgrima LP | 25   |
| 5   | Argentinien | Herminio Masantonio | CA Huracán            | 23   |